# Премія «Магрітт» найкращому актору
Премія «Магрітт» найкращому актору (фр. Magritte du meilleur acteur) — одна з  кінематографічних нагород, що надається з 2011 року бельгійською Академією Андре Дельво в рамках національної кінопремії «Магрітт». Її Присуджують акторові, який виконанням головної ролі зробив значний внесок у бельгійську кіноіндустрію. Лауреатом першої премії «Магрітт» за найкращу головну чоловічу роль у фільмі «Приватні уроки» став у 2011 році Жонатан Заккаї.

## Переможці та номінанти
Нижче наведено список акторів, що отримали цю премію, а також номінанти. Лауреатів виділено окремим кольором та жирним шрифтом

### 2010-і
| Рік         | Актор               | Назва українською           | Оригінальна назва               |
| ----------- | ------------------- | --------------------------- | ------------------------------- |
| 2010 (1-ша) | Жонатан Заккаї      | Приватні уроки              | Élève libre                     |
| 2010 (1-ша) | Монір Ет Аму        | Барони                      | Les Barons                      |
| 2010 (1-ша) | Олів'є Гурме        | Ангел на морі               | Un ange à la mer                |
| 2010 (1-ша) | Т'єррі Анкіссе      | Регата                      | La Régate                       |
| 2011 (2-га) | Матіас Шонартс      | Упертюх                     | Rundskop                        |
| 2011 (2-га) | Домінік Абель       | Фея                         | La Fée                          |
| 2011 (2-га) | Бенуа Пульворд      | Закохані невротики          | Les Émotifs anonymes            |
| 2011 (2-га) | Жонатан Заккаї      | Далеко по сусідству         | Quartier lointain               |
| 2012 (3-тя) | Олів'є Гурме        | Управління державою         | L'Exercice de l'État            |
| 2012 (3-тя) | Бенуа Пульворд      | Велика вечірка              | Le grand soir                   |
| 2012 (3-тя) | Жеремі Реньє        | Мій шлях                    | Cloclo                          |
| 2012 (3-тя) | Матіас Шонартс      | Іржа та кістка              | De rouille et d'os              |
| 2013 (4-та) | Бенуа Пульворд      | Місце на Землі              | Une place sur la Terre          |
| 2013 (4-та) | Франсуа Дам'єн      | Танго лібре                 | Tango libre                     |
| 2013 (4-та) | Ян Гамменекер       | Танго лібре                 | Tango libre                     |
| 2013 (4-та) | Сем Ловік           | П'ятий сезон                | La Cinquième Saison             |
| 2014 (5-та) | Фабриціо Ронджоне   | Два дні, одна ніч           | Deux jours, une nuit            |
| 2014 (5-та) | Франсуа Дам'єн      | Я зображую труп             | Je fais le mort                 |
| 2014 (5-та) | Булі Ланнерс        | Лулу — оголена жінка        | Lulu femme nue                  |
| 2014 (5-та) | Бенуа Пульворд      | Смуги зебри                 | Les Rayures du zèbre            |
| 2015 (6-та) | Вім Вілларт         | Я помер, але у мене є друзі | Je suis mort mais j'ai des amis |
| 2015 (6-та) | Франсуа Дам'єн      | Сім'я Бельє                 | La Famille Bélier               |
| 2015 (6-та) | Булі Ланнерс        | Усі кішки сірі              | Tous les chats sont gris        |
| 2015 (6-та) | Жеремі Реньє        | Ні на небесах, ні на землі  | Ni le ciel ni la terre          |
| 2016 (7-ма) | Жан-Жак Розен       | Смерть від смерті           | Je me tue à le dire             |
| 2016 (7-ма) | Абубакр Бенсаі      | Чорний                      | Black                           |
| 2016 (7-ма) | Франсуа Дам'єн      | Ковбої                      | Les Cowboys                     |
| 2016 (7-ма) | Булі Ланнерс        | Перший, останній            | Les Premiers, les Derniers      |
| 2017 (8-ма) | Пітер ван ден Бегін | Король бельгійців           | King of the Belgians            |
| 2017 (8-ма) | Франсуа Дам'єн      | Позбав мене від сумнівів    | Ôtez-moi d'un dout              |
| 2017 (8-ма) | Жеремі Реньє        | Подвійний коханець          | L'Amant double                  |
| 2017 (8-ма) | Матіас Шонартс      | Вірний. Пристрасть і злочин | Le Fidèle                       |
| 2018 (9-та) | Віктор Полстер      | Дівчина                     | Girl                            |
| 2018 (9-та) | Франсуа Дам'єн      | Мій кет                     | Mon Ket                         |
| 2018 (9-та) | Олів'є Гурме        | Убивці                      | Tueurs                          |
| 2018 (9-та) | Бенуа Пульворд      | На посту!                   | Au poste !                      |